# Rettenbach (Alto Palatinato)
Rettenbach è un comune tedesco di 1 787 abitanti, situato nel land della Baviera.